# Franz Karl Achard

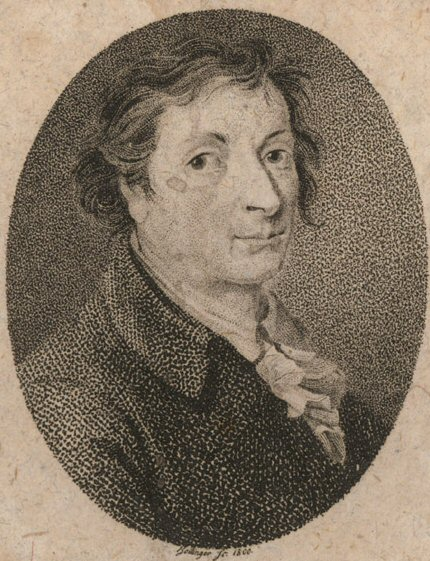
Franz Karl Achard

Franz Karl Achard, född 28 april 1753 i Berlin, död 20 april 1821 i Cunern, Schlesien, var en tysk kemist och fysiker. Hans mest kända upptäckt är framställningen av socker från sockerbetor.

## Biografi
Achard blev 1782 direktör för Preussiska vetenskapsakademiens fysikaliska klass. Stödjande sig på Andreas Sigismund Marggrafs rön att vitbetan innehåller socker, började Achard omkring 1786 en serie mödosamma odlingsförsök på sitt gods och erhöll slutligen genom Fredrik Vilhelm III medel att inköpa godset Cunern i Schlesien, där han 1796 anlade den första fabriken för tillverkning av vitbetssocker. År 1812 inrättades där en läroanstalt i ämnet. Achard skrev bland annat Die europäische Zuckerfabrikation aus Runkelrüben (tre band, 1809; anddra upplagan 1812).
Achard invaldes 1782 som utländsk ledamot nummer 116 av Kungliga Vetenskapsakademien.